# Amador Dalmau i Colom
Amador Dalmau i Colom   () fou un adroguer i comerciant català.

## Biografia
Va finançar part de l'Exèrcit de Catalunya en la fase final de la Guerra Civil, avançant enormes quantitats de diners i aixecant a costa seva el juliol de 1713 el Regiment de cavalleria La Fe, del qual seria coronel el seu fill Sebastià Dalmau i Oller i els 200 artillers que componien l'Artilleria de Catalunya, així com l'expedició del Braç Militar i dos vaixells per la marina de Catalunya el setembre.
El 1734, per a evitar la confiscació de béns amb motiu de la nova guerra contra Àustria, va fer testament a favor de la seva filla Maria Paula davant de Bonaventura Jäger i Colomer, rector de Sant Martí de Teià, tot i que en un segon testament secret va tornar a nomenar hereu Salvador.